# Copiphora brevicornis
Copiphora brevicornis är en insektsart som beskrevs av Ludwig Redtenbacher 1891. Copiphora brevicornis ingår i släktet Copiphora och familjen vårtbitare. Inga underarter finns listade i Catalogue of Life.